# Bezirksgericht Regensburg
Das Bezirksgericht Regensburg war ein Bezirksgericht im Königreich Bayern und der Vorläufer des heutigen Landgerichts Regensburg. Das Bezirksgericht bestand von 1857 bis 1879 und hatte seinen Sitz in der Stadt Regensburg.

## Geschichte
Mit Gesetz vom 1. Juli 1856 wurde das Justizwesen im rechtsrheinischen Bayern analog dem der Pfalz neu geordnet. Die bisherigen Kreis- und Stadtgerichte wurden aufgehoben und 32 neue Bezirksgerichte traten an ihre Stelle. Sie waren für die Städte, in denen sie ihren Sitz hatten, sowie für die in ihrem Sprengel befindlichen Standesherren Gerichte erster Instanz. Für alle anderen Angelegenheiten waren sie Gerichte der zweiten Instanz in Kriminal- und Zivilrechtssachen. 
Diesem Bezirksgericht wurden das Stadtgericht Regensburg und die Landgerichte Burglengenfeld, Hemau, Regensburg, Regenstauf, Riedenburg, Stadtamhof und Wörth unterstellt. 1862 kam das aus Teilen des Landgerichts Burglengenfeld neugebildete Landgericht Schwandorf hinzu.
Mit dem Inkrafttreten des deutschen Gerichtsverfassungsgesetzes wurde 1879 das Bezirksgericht Regensburg wie alle anderen bayerischen Bezirksgerichte aufgelöst. Sein Nachfolger in der Funktion als Eingangsgericht und zugleich als Berufungsgericht für Entscheidungen der nachgeordneten Gerichte war das Landgericht Regensburg.